# Großsteingrab Rantrum
Das Großsteingrab Rantrum ist eine nur in Resten erhaltene megalithische Grabanlage der jungsteinzeitlichen Nordgruppe der Trichterbecherkultur bei Rantrum im Kreis Nordfriesland in Schleswig-Holstein. Es trägt die Fundplatznummer Rantrum LA 33.

## Lage
Das Grab befindet sich nördlich von Rantrum und etwas südlich der Ostenfelder Landstraße an der Ostseite der Straße Oland. Unmittelbar nördlich und östlich des Großsteingrabs liegen fünf Grabhügel.

## Beschreibung
Die Anlage besitzt ein weitgehend abgetragenes, nord-südlich orientiertes längliches Hünenbett, das aber noch als Erhöhung im Gelände zu erkennen ist. Zu den Maßen liegen keine Angaben vor. Nach einem Bericht von Magnus Voß waren um 1895 noch Steine vorhanden. In der nördlichen Hälfte des Hügels wurden einige Stücke verbrannten Feuersteins gefunden, die vom Bodenpflaster einer zerstörten Grabkammer stammen.